# Daniel Valo
Daniel Valo (ur. 7 maja 1979 w Topolczanach) – słowacki piłkarz ręczny grający na pozycji prawego rozgrywającego.

## Kariera klubowa
Piłkę ręczną zaczął uprawiać w wieku 11 lat. Jego pierwszym klubem był MTJ Pieszczany. W 1997 w wieku 18 lat zadebiutował w reprezentacji w meczu z Francją. W tym samym roku Valo zmienił klub na SKP Bratysława. Następnie w 1999 przeszedł do SKP Frýdek-Místek, w 2003 do BSV Bern Muri, w 2005 do MT Melsungen, a w 2009 do HSG Wetzlar. W europejskich pucharach grał w ramach rozgrywek o Puchar Zdobywców Pucharów (z SKP Bratysława w sezonie 1997/98) oraz o Puchar EHF (występy z SKP Bratysława – sezon 1998/99 oraz SKP Frýdek-Místek – sezony 1999/00, 2000/01, 2001/02).

## Kariera reprezentacyjna
Wystąpił na Mistrzostwach Europy 2006, Mistrzostwach Świata 2009 oraz na Mistrzostwach Świata 2011. Miał również być powołany na Mistrzostwa Europy 2008, jednak nie wystąpił tam z powodu kontuzji. Uważany jest za jednego z najlepszych zawodników narodowej reprezentacji. Czterokrotnie wybierany był najlepszym piłkarzem ręcznym Słowacji (2001, 2002, 2003, 2007).